# Голям куду
Големият куду (Tragelaphus strepsiceros) е вид бозайник от семейство Кухороги (Bovidae).

## Разпространение
Видът е разпространен в Ангола, Ботсвана, Демократична република Конго, Еритрея, Етиопия, Замбия, Зимбабве, Кения, Малави, Мозамбик, Намибия, Свазиленд, Танзания, Уганда, Централноафриканска република, Чад и Южна Африка.
Регионално е изчезнал в Сомалия и вероятно е изчезнал в Джибути и Южен Судан.